# 細川澄元
細川澄元（日语：／ Hosokawa Sumimoto，1489年—1520年6月24日）是日本戰國時代的守護大名，為細川京兆家第10代當主，官至管領以及丹波、攝津、讚岐和土佐守護。

## 生涯

### 出生
延德元年（1489年），作為細川賴之之弟細川詮春的子孫，澄元以細川氏庶流之子的身份出生，其父阿波守護細川義春在澄元9歲的時候死去，因此澄元由其祖父細川成之撫養成人。
澄元出身自的阿波細川家是細川氏的支族，同時亦是相伴眾，而作為本家的細川京兆家當主細川政元則在室町幕府中擔任管領，但是他獨身無子，因此從攝關九條家領養聰明丸（其後的細川澄之）作為家督的繼承人。然而，由於政元與聰明丸關係不和，繼而在文龜3年（1503年）將其廢嫡，並且領養六郎（其後的澄元）。同年，他元服並且獲得第11代將軍足利義澄授予其偏諱「澄」字，加上京兆家家督繼承人的「元」字，才稱作澄元，相反同樣是政元養子，被廢嫡的聰明丸卻只稱為澄之。
永正3年（1506年）至永正4年（1507年），作為政元繼承人的澄元奉其命令進攻丹後的一色義有，卻因為澄之暗中與對方合謀，假裝成已將城池攻下而退兵，從而導致澄元戰敗，澄之對自己被廢嫡一事始終耿耿於懷，並且埋下暗殺政元和澄元的伏線。

### 永正之錯亂
雖然澄元姑且算是政元的繼承人，但是其後政元又領養更為接近細川氏一族的野州家細川政春之子細川高國，導致同時出現三名繼承人並立的形勢。永正4年6月23日（1507年），支持澄之的香西元長和藥師寺長忠暗殺政元，永正之錯亂爆發。翌日，澄元亦受到澄之家臣的襲擊，他與三好之長拜托甲賀郡的山中為俊，成功逃亡至近江青地城。同年8月1日，澄元借助近江國人的力量反攻京都，成功擊敗澄之的勢力，並且在翌日獲將軍義澄承認其細川家家督的地位。
儘管如此，年輕的澄元卻受制於家宰三好之長，最終導致雙方對立，澄元甚至一度計劃返回阿波。此時，他被義澄說服留下，並且在8月27日派家臣赤澤長經出兵佔領了大和。
京都發生一連串內亂後，流亡至周防的前任將軍第10代的足利義尹（其後的義稙）獲得大內義興擁立並開始上洛。雖然，澄元計劃讓義澄和義尹和解，但是由於同樣是政元養子，曾經協助其討伐澄之的高國轉投大內陣營，最終導致雙方決裂。

### 兩細川之亂
永正5年（1508年）4月，高國開始出兵攻打京都，攝津的伊丹元扶、丹波的內藤貞正和河內的畠山尚順等均呼應其號召，最終澄元戰敗，他與之長和將軍義澄在4月9日拜托為俊再次逃亡至近江。6月，義尹在義興擁立下成功上洛，再次成為將軍，並且剝奪澄元的家督身份，由高國取而代之。8月，留守於大和的長經亦被尚順討伐。
永正6年（1509年），澄元趁義興與義尹對立之際進攻京都，卻反遭高國與義興在如意嶽之戰聯手擊敗，及後他與之長一同逃亡至阿波。
永正8年（1511年），澄元與義澄、細川典厩家當主妹夫細川政賢一同進攻深井城，另一方面又進攻鷹尾城，是為蘆屋河原合戰，其後發動船岡山合戰攻向京都，但是在船岡山合戰前義澄病死，澄元軍遭到義興的反擊，政賢戰死，澄元則逃往攝津。
永正15年（1518年）8月，義興返回周防後，在永正16年（1519年）澄元與之長發動田中城之戰攻入攝津。。永正17年（1520年）1月，與澄元呼應的山城土一揆爆發，義稙亦暗中與澄元取得聯繫，被背叛的高國則逃至近江坂本（現滋賀縣大津市內），最終澄元重新掌權。
在5月，高國結集大軍反攻京都，澄元和之長未能及時召集兵馬，最終之長在等持院之戰中戰敗被俘，及後被勒令自殺，澄元則逃至攝津伊丹城，澄元領導的政權在不過數月的情況下便就如滅亡。由於失意而病倒的澄元，再次遭到高國的攻擊而逃往播磨，最終在永正17年（1520年）6月10日於阿波勝瑞城死去，享年32歲。

## 子孫
澄元死後，其長子細川晴元繼任家督，並且於三好之長之孫三好元長再度登陸畿内，雖然成功擊敗高國，但是在與高國養子，政賢的義孫細川氏綱的戰鬥中，元長之子三好長慶倒戈而敗北。其子孫在經歷豐臣政權後，成為三春藩的家老。